# Cape jazz
Cape jazz är en genre som framförs i södra Afrika, främst i Sydafrika. Namnet är en referens till Kapstaden. 
Enligt några uppfattningar var gruppen The Jazz Epistles som bildades 1959 pionjärerna inom cape jazz, med frontmannen Abdullah Ibrahim, då känd som Dollar Brand. Cape jazz påminner på många sätt om marabi, en annan sydafrikansk musikgenré, men är ofta mer innovativ. Medan marabi till stor del bara är pianojazz så drar cape-jazzen nytta av fler instrument, däribland gitarr, banjo, diverse blåsinstrument och trummor.